# Monday Night Football
Monday Night Football (MNF) ist eine US-amerikanische Fernsehsendung, die ausschließlich American-Football-Spiele der National Football League (NFL) überträgt. Von ihrem Start im Jahre 1970 bis 2005 wurde sie auf dem Sender ABC gezeigt, seit der Saison 2006 läuft sie auf ESPN. Beide Fernsehsender gehören der Walt Disney Company an. Monday Night Football ist nach der Serie „60 Minutes“ von CBS die am längsten laufende Fernsehserie in den USA und hat stets sehr hohe Einschaltquoten, vor allem bei männlichen Zuschauern. In Deutschland, Österreich und der Schweiz ist MNF momentan über den Streamingdienstanbieter DAZN empfangbar.

## Geschichte
Nachdem die NFL und American Football allgemein bis zu den 1960er Jahren stark an Popularität zu Baseball aufholte, hatte der damalige Commissioner der NFL Pete Rozelle die Idee, zumindest ein Spiel pro Woche an einem Werktag zur besten Sendezeit spielen zu lassen und so mehr Zuschauer vor die Fernsehgeräte zu locken. Daher sollte dieses Spiel von möglichst hohem Stellenwert sein. Als erste Wahl sah Rozelle den Freitagabend als beste Möglichkeit an. Aufgrund der High-School-Footballspiele, die immer zu diesem Zeitraum gespielt wurden, verwarf er diesen Plan wieder und entschied sich für Montagabend um 21:00 Uhr Ostküstenzeit. Das erste „Pilotspiel“ war, noch ohne Fernsehübertragung, das Spiel zwischen den Green Bay Packers und den Detroit Lions am 28. September 1964. Es wurde gespielt, um zu überprüfen, ob auch die potenziellen Zuschauer im Stadion diesen Platz akzeptieren würden. Das Spiel war mit 59.203 Besuchern das meistgesehene Profifootballspiel in Detroit aller Zeiten.
Nach diesem Erfolg wurden die Übertragungsrechte zunächst an CBS vergeben. Dies wird jedoch nicht als offizieller Start von Monday Night Football angesehen, da erst ABC der Sendung den Namen gab und die NFL 1970 durch den Zusammenschluss der ehemaligen NFL und der American Football League (AFL) sozusagen „neu gegründet“ wurde.
Über die Jahre wurde der eigentlich kleine Sender ABC nicht zuletzt durch diese Show bekannter und größer. Schon zu Beginn bekam die Sendung Traumquoten mit einem Marktanteil von 33 % und mehr. Heutzutage ist MNF eine der bekanntesten und beliebtesten Fernsehsendungen der USA. Das liegt unter anderem auch an den Kommentatoren. Hierbei zeigt sich ein Unterschied zu deutschen Sportübertragungen: Meist ist nur ein Kommentator pro Spiel anwesend, bei MNF sind es stets zwei oder drei in der Sprecherkabine und mehrere an der Seitenlinie, um während des Spiels Stimmen von Spielern und Trainern einzufangen. Das wird heute von allen US-Stationen getan.
Während der Saison 2005 gab die NFL bekannt, dass diese Saison die letzte von ABC sein wird und ab der nächsten Saison der reine Sportsender ESPN die Rechte an Monday Night Football bekommt. John Madden, seit 2002 Co-Kommentator an der Seite von Al Michaels, welcher Monday Night Football seit den 1980ern kommentierte, sagt am Ende der Übertragung des Spiels: „Man kann ABC den Football wegnehmen, aber nicht die Erinnerungen.“

## Markenzeichen
Monday Night Football hat mehrere Markenzeichen. Zum einen ist es das auch im deutschen Raum bekannte Thema von Johnny Pearson mit dem Namen Heavy Action. Das zweite ist die Tatsache, dass die Sendung durchaus auch als Unterhaltungssendung angesehen werden könnte. Immer wieder tauchen Persönlichkeiten wie John Lennon, Ronald Reagan (damals noch Gouverneur), Bill Clinton (als Präsident) oder auch Kermit der Frosch auf, um das Programm noch lebendiger zu gestalten. Lennon und Reagan waren sogar gleichzeitig aufgetreten, hinterher erklärte Reagan dem britischen Sänger dann die Footballregeln. Einige Lieder von bekannten Sängern, z. B. Hank Williams, Jr. drehen sich um diese Sendung.

## Radio
Auch im Radio wird Monday Night Football seit Beginn übertragen, momentan von den Radiostationen von CBS.

## Kommentatoren
Monday Night Football hat und hatte einige bekannte Kommentatoren, so zum Beispiel Reporterlegende Al Michaels oder Frank Gifford. Viele ehemalige Spieler und Trainer waren oder sind Co-Kommentatoren. Die bekanntesten sind John Madden, O. J. Simpson, Joe Namath, Steve Young als Studio-Experte und Joe Theismann.

## Trivia
- Aufgrund der Zeitverschiebung gibt es einige Kuriositäten bei der Ausstrahlung der Show. So wurde eine Zeit lang in Seattle eine Stunde später gesendet, um die Nachrichten nicht verschieben zu müssen, welche zur selben Zeit auf den meisten anderen Sendern auch laufen. Nachdem vermehrt Druck von Zuschauern und der Oberdirektion von ABC gekommen war, wurden die Nachrichten unter dem Motto „Schauen sie die Nachrichten zu einer bequemeren Zeit als zur abendlichen Rush Hour“ nach hinten verschoben.
- Auf Hawaii ist es zur Zeit des Anstoßes noch lange nicht die Beste Sendezeit, so dass die Sendung zwei bis drei Stunden später ausgestrahlt wird. Das heißt, dass das Spiel fast oder gänzlich vorbei ist, wenn man in Hawaii mit der Übertragung beginnt.
- In Guam wird die Sendung live ausgestrahlt, das bedeutet jedoch 11 Uhr vormittags.
- In Deutschland, wo Monday Night Football ebenfalls live gezeigt wird, geht die Sendung von 2:30 Uhr nachts (Dienstag) bis ca. 6:30 Uhr.
- In einigen Ausnahmefällen wurden zwei Spiele gleichzeitig übertragen. Das war zweimal wegen Doppelbelegung der Stadien durch die World Series der Major League Baseball (MLB) der Fall, als 1987 die Minnesota Twins das Stadion der Minnesota Vikings benötigten, und 1997, als die Florida Marlins das Stadion der Miami Dolphins nutzten. Diese Spiele wurden zeitgleich in einer „Konferenz“ zum jeweiligen vorgesehenen Monday-Night-Spiel übertragen.
- Durch den Hurrikan Katrina wurde das Heimspiel der New Orleans Saints gegen die New York Giants an den Hudson River verlegt. Das Spiel begann montags um 19:30 Uhr Ostküstenzeit auf ABC und wechselte um 21:00 Uhr auf ESPN, um dem eigentlichen Spiel Platz zu machen.
- Der erste geplante „Doubleheader“ wurde am ersten Spieltag der Saison 2006 übertragen. Um 19:00 Uhr spielten die Minnesota Vikings gegen die Washington Redskins 19:16 und um 22:15 Uhr die San Diego Chargers gegen die Oakland Raiders 27:0.
- Die Kommentatoren von 1995 spielten 1996 in dem Film Jerry Maguire sich selbst in einer Übertragung eines Spiels. Die Bilder des Spiels sind Originalbilder eines Spiels vom Jahr zuvor.
- Sowohl das erste als auch das letzte Spiel, das auf ABC übertragen wurde, verloren die New York Jets mit 21:31.
- John Madden ist der erfolgreichste Trainer in der Geschichte von Monday Night Football (74 % der Spiele gewann sein Team).
- Das punktreichste Spiel war das zwischen den Los Angeles Rams und den Kansas City Chiefs 2018, welches die Rams mit 54:51 für sich entscheiden konnten. Diese Partie sollte ursprünglich in Mexiko-Stadt ausgetragen werden, aufgrund der schlechten Platzbedingungen wurde das Spiel kurzfristig nach Los Angeles verlegt. Das Gegenteil zu diesem Spiel bildete die Partie zwischen den Pittsburgh Steelers und den Miami Dolphins, die 2007 3:0 spielten. Das Spiel stand bis 17 Sekunden vor Schluss 0:0, dies ist nicht nur ein Rekord für Monday Night Football, sondern auch sehr selten für die NFL, wo dies seit über 60 Jahren nicht der Fall war.